# Lekkoatletyka na Letnich Igrzyskach Olimpijskich 1976 – bieg na 100 m kobiet
Bieg na 100 metrów kobiet podczas XXI Letnich Igrzysk Olimpijskich w Montrealu rozegrano 24 (eliminacje i ćwierćfinały) i 25 lipca 1976 (półfinały i finał) na Stadionie Olimpijskim w Montrealu. Zwyciężczynią została reprezentantka Republiki Federalnej Niemiec Annegret Richter, która w półfinale ustanowiła rekord świata przy pomiarze elektronicznym z czasem 11,01 s.

## Rekordy

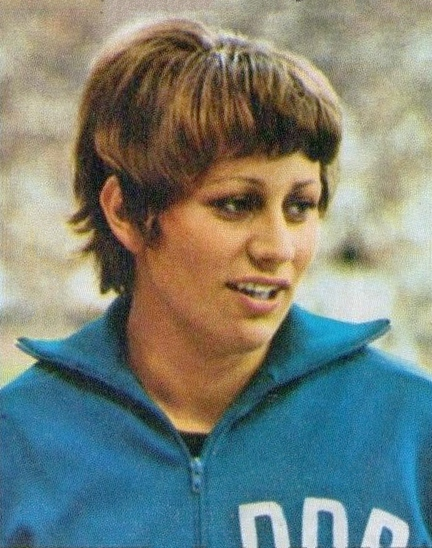
Renate Stecher

|                   | zawodniczka      | narodowość | czas  | data                 | miejsce       |
| ----------------- | ---------------- | ---------- | ----- | -------------------- | ------------- |
| Rekord świata     | Renate Stecher   | NRD        | 10,8  | 20 lipca 1973(dts)   | Drezno        |
| Rekord świata     | Annegret Richter | RFN        | 10,8  | 27 czerwca 1976(dts) | Gelsenkirchen |
| Rekord świata     | Inge Helten      | RFN        | 11,04 | 13 czerwca 1976(dts) | Fürth         |
| Rekord olimpijski | Renate Stecher   | NRD        | 11,07 | 2 września 1972(dts) | Monachium     |

## Wyniki
| Poz. - pozycja |
| – rekord świata \| – rekord krajowy \| – rekord życiowy \| = – wyrównany rekord życiowy \| · – najlepszy wynik w sezonie \| = – wyrównany najlepszy wynik w sezonie \| – rekord olimpijski |
| Fn – falstart \| DNF – nie ukończył \| DNS – nie wystartował \| DSQ – zdyskwalifikowany |

### Eliminacje
Rozegrano sześć biegów eliminacyjnych. Do ćwierćfinałów awansowało po pięć najlepszych zawodniczek z każdego biegu oraz dwie z najlepszymi czasami spośród pozostałych.

#### Bieg 1
| Poz. | Zawodniczka       | Narodowość      | Rezultat | Uwagi |
| ---- | ----------------- | --------------- | -------- | ----- |
| 1    | Inge Helten       | RFN             | 11,26    | Q     |
| 2    | Ludmiła Masłakowa | ZSRR            | 11,30    | Q,    |
| 3    | Rosie Allwood     | Jamajka         | 11,35    | Q     |
| 4    | Marjorie Bailey   | Kanada          | 11,45    | Q     |
| 5    | Sharon Colyear    | Wielka Brytania | 11,47    | Q     |
| 6    | Carol Cummings    | Jamajka         | 11,69    | q     |
| 7    | Lorna Forde       | Barbados        | 12,02    |       |

#### Bieg 2
| Poz. | Zawodniczka      | Narodowość                           | Rezultat | Uwagi |
| ---- | ---------------- | ------------------------------------ | -------- | ----- |
| 1    | Brenda Morehead  | Stany Zjednoczone                    | 11,35    | Q     |
| 2    | Patty Loverock   | Kanada                               | 11,47    | Q     |
| 3    | Leleith Hodges   | Jamajka                              | 11,54    | Q     |
| 4    | Esmeralda Garcia | Brazylia                             | 11,80    | Q     |
| 5    | Debbie Jones     | Bermudy                              | 11,84    | Q     |
| 6    | Rita Hendricks   | Wyspy Dziewicze Stanów Zjednoczonych | 13,51    |       |
| –    | Sonia Lannaman   | Wielka Brytania                      | DNS      |       |

#### Bieg 3
| Poz. | Zawodniczka     | Narodowość    | Rezultat | Uwagi |
| ---- | --------------- | ------------- | -------- | ----- |
| 1    | Raelene Boyle   | Australia     | 11,39    | Q     |
| 2    | Linda Haglund   | Szwecja       | 11,40    | Q     |
| 3    | Sue Jowett      | Nowa Zelandia | 11,70    | Q     |
| 4    | Isabel Taylor   | Kuba          | 11,73    | Q     |
| 5    | Margaret Howe   | Kanada        | 11,83    | Q     |
| 6    | Shonel Ferguson | Bahamy        | 12,26    |       |

#### Bieg 4
| Poz. | Zawodniczka           | Narodowość        | Rezultat | Uwagi |
| ---- | --------------------- | ----------------- | -------- | ----- |
| 1    | Chandra Cheeseborough | Stany Zjednoczone | 11,28    | Q     |
| 2    | Wiera Anisimowa       | ZSRR              | 11,37    | Q     |
| 3    | Silvia Chivás         | Kuba              | 11,43    | Q     |
| 4    | Elvira Possekel       | RFN               | 11,48    | Q     |
| 5    | Denise Robertson      | Australia         | 11,50    | Q     |
| 6    | Martina Blos          | NRD               | 11,70    |       |
| 7    | Carolina Rieuwpassa   | Indonezja         | 11,98    |       |

#### Bieg 5
| Poz. | Zawodniczka          | Narodowość      | Rezultat | Uwagi |
| ---- | -------------------- | --------------- | -------- | ----- |
| 1    | Marlies Oelsner      | NRD             | 11,36    | Q     |
| 2    | Andrea Lynch         | Wielka Brytania | 11,40    | Q     |
| 3    | Sylviane Telliez     | Francja         | 11,47    | Q     |
| 4    | Nadieżda Biesfamilna | ZSRR            | 11,52    | Q     |
| 5    | Lea Alaerts          | Belgia          | 11,63    | Q     |
| 6    | Divina Estrella      | Dominikana      | 12,12    |       |

#### Bieg 6
| Poz. | Zawodniczka          | Narodowość        | Rezultat | Uwagi |
| ---- | -------------------- | ----------------- | -------- | ----- |
| 1    | Annegret Richter     | RFN               | 11,19    | Q     |
| 2    | Renate Stecher       | NRD               | 11,21    | Q     |
| 3    | Evelyn Ashford       | Stany Zjednoczone | 11,25    | Q     |
| 4    | Debbie Wells         | Australia         | 11,47    | Q     |
| 5    | Carmen Valdés        | Kuba              | 11,47    | Q     |
| 6    | Mona-Lisa Pursiainen | Finlandia         | 11,62    | q     |
| 7    | Antoinette Gauthier  | Haiti             | 13,11    |       |

### Ćwierćfinały
Rozegrano cztery biegi ćwierćfinałowe. Do półfinałów awansowały po cztery najlepsze zawodniczki z każdego biegu.

#### Bieg 1
| Poz. | Zawodniczka          | Narodowość | Rezultat | Uwagi |
| ---- | -------------------- | ---------- | -------- | ----- |
| 1    | Annegret Richter     | RFN        | 11,05    | Q,    |
| 2    | Marlies Oelsner      | NRD        | 11,27    | Q     |
| 3    | Rosie Allwood        | Jamajka    | 11,34    | Q,    |
| 4    | Patty Loverock       | Kanada     | 11,50    | Q     |
| 5    | Nadieżda Biesfamilna | ZSRR       | 11,63    |       |
| 6    | Sylviane Telliez     | Francja    | 11,64    |       |
| 7    | Esmeralda Garcia     | Brazylia   | 11,77    |       |
| –    | Debbie Jones         | Bermudy    | DNS      |       |

#### Bieg 2
| Poz. | Zawodniczka           | Narodowość        | Rezultat | Uwagi |
| ---- | --------------------- | ----------------- | -------- | ----- |
| 1    | Inge Helten           | RFN               | 11,20    | Q     |
| 2    | Chandra Cheeseborough | Stany Zjednoczone | 11,36    | Q     |
| 3    | Andrea Lynch          | Wielka Brytania   | 11,36    | Q     |
| 4    | Linda Haglund         | Szwecja           | 11,48    | Q     |
| 5    | Carmen Valdés         | Kuba              | 11,52    |       |
| 6    | Denise Robertson      | Australia         | 11,56    |       |
| 7    | Carol Cummings        | Jamajka           | 11,75    |       |
| 8    | Sue Jowett            | Nowa Zelandia     | 11,81    |       |

#### Bieg 3
| Poz. | Zawodniczka       | Narodowość        | Rezultat | Uwagi |
| ---- | ----------------- | ----------------- | -------- | ----- |
| 1    | Evelyn Ashford    | Stany Zjednoczone | 11,28    | Q     |
| 2    | Raelene Boyle     | Australia         | 11,29    | Q     |
| 3    | Ludmiła Masłakowa | ZSRR              | 11,37    | Q     |
| 4    | Silvia Chivás     | Kuba              | 11,42    | Q     |
| 5    | Sharon Colyear    | Wielka Brytania   | 11,51    |       |
| 6    | Elvira Possekel   | RFN               | 11,58    |       |
| 7    | Lea Alaerts       | Belgia            | 11,71    |       |
| 8    | Margaret Howe     | Kanada            | 11,96    |       |

#### Bieg 4
| Poz. | Zawodniczka          | Narodowość        | Rezultat | Uwagi |
| ---- | -------------------- | ----------------- | -------- | ----- |
| 1    | Renate Stecher       | NRD               | 11,22    | Q     |
| 2    | Brenda Morehead      | Stany Zjednoczone | 11,30    | Q     |
| 3    | Marjorie Bailey      | Kanada            | 11,44    | Q     |
| 4    | Wiera Anisimowa      | ZSRR              | 11,47    | Q     |
| 5    | Debbie Wells         | Australia         | 11,51    |       |
| 6    | Leleith Hodges       | Jamajka           | 11,58    |       |
| 7    | Mona-Lisa Pursiainen | Finlandia         | 11,72    |       |
| 8    | Isabel Taylor        | Kuba              | 11,92    |       |

### Półfinały
Rozegrano dwa biegi półfinałowe. Do finału awansowały po cztery najlepsze zawodniczki z każdego biegu.

#### Bieg 1
| Poz. | Zawodniczka           | Narodowość        | Rezultat | Uwagi |
| ---- | --------------------- | ----------------- | -------- | ----- |
| 1    | Annegret Richter      | RFN               | 11,01    | Q,    |
| 2    | Evelyn Ashford        | Stany Zjednoczone | 11,21    | Q     |
| 3    | Chandra Cheeseborough | Stany Zjednoczone | 11,26    | Q     |
| 4    | Marlies Oelsner       | NRD               | 11,29    | Q     |
| 5    | Rosie Allwood         | Jamajka           | 11,32    | [ 4 ] |
| 6    | Wiera Anisimowa       | ZSRR              | 11,39    |       |
| 7    | Silvia Chivás         | Kuba              | 11,43    |       |
| 8    | Marjorie Bailey       | Kanada            | 11,47    |       |

#### Bieg 2
| Poz. | Zawodniczka       | Narodowość        | Rezultat | Uwagi |
| ---- | ----------------- | ----------------- | -------- | ----- |
| 1    | Renate Stecher    | NRD               | 11,10    | Q     |
| 2    | Inge Helten       | RFN               | 11,18    | Q     |
| 3    | Raelene Boyle     | Australia         | 11,22    | Q     |
| 4    | Andrea Lynch      | Wielka Brytania   | 11,28    | Q     |
| 5    | Ludmiła Masłakowa | ZSRR              | 11,34    |       |
| 6    | Brenda Morehead   | Stany Zjednoczone | 11,38    |       |
| 7    | Patty Loverock    | Kanada            | 11,40    |       |
| 8    | Linda Haglund     | Szwecja           | 11,41    |       |

### Finał
| Poz. | Zawodniczka           | Narodowość        | Rezultat |
| ---- | --------------------- | ----------------- | -------- |
| 1    | Annegret Richter      | RFN               | 11,08    |
| 2    | Renate Stecher        | NRD               | 11,13    |
| 3    | Inge Helten           | RFN               | 11,17    |
| 4    | Raelene Boyle         | Australia         | 11,23    |
| 5    | Evelyn Ashford        | Stany Zjednoczone | 11,24    |
| 6    | Chandra Cheeseborough | Stany Zjednoczone | 11,31    |
| 7    | Andrea Lynch          | Wielka Brytania   | 11,32    |
| 8    | Marlies Oelsner       | NRD               | 11,34    |